# Tiskre (wieś)
Tiskre – wieś w Estonii, w prowincji Harju, w gminie Harku.